# Brachypogon
Brachypogon är ett släkte av tvåvingar som beskrevs av Jean-Jacques Kieffer 1899. Brachypogon ingår i familjen svidknott.

## Dottertaxa tillBrachypogon, i alfabetisk ordning[1][2]
- Brachypogon aethiopica
- Brachypogon afifi
- Brachypogon africanus
- Brachypogon albipennis
- Brachypogon alexandros
- Brachypogon apunctipennis
- Brachypogon artemis
- Brachypogon beaufortanensis
- Brachypogon bergensis
- Brachypogon bifidus
- Brachypogon bifurcus
- Brachypogon bimaculatus
- Brachypogon bonaerensis
- Brachypogon boormani
- Brachypogon borealis
- Brachypogon borkenti
- Brachypogon brazzai
- Brachypogon bryanae
- Brachypogon caecus
- Brachypogon calchaqui
- Brachypogon calloti
- Brachypogon canadensis
- Brachypogon clastrieri
- Brachypogon corius
- Brachypogon corneti
- Brachypogon corniger
- Brachypogon cuacuahuitlus
- Brachypogon curtus
- Brachypogon debenhamae
- Brachypogon defectivus
- Brachypogon dehiscens
- Brachypogon delecollei
- Brachypogon demeilloni
- Brachypogon ecuadorensis
- Brachypogon emphuxi
- Brachypogon ethelae
- Brachypogon fagicola
- Brachypogon fuscivenosus
- Brachypogon gearyae
- Brachypogon glukhovae
- Brachypogon gravidus
- Brachypogon griffithsae
- Brachypogon grobleri
- Brachypogon hadrosaurus
- Brachypogon hamiltoni
- Brachypogon hamoni
- Brachypogon havelkai
- Brachypogon herati
- Brachypogon hercules
- Brachypogon hugoi
- Brachypogon idolon
- Brachypogon impar
- Brachypogon incerticruris
- Brachypogon incompletus
- Brachypogon infarctipes
- Brachypogon infrequens
- Brachypogon institor
- Brachypogon insularis
- Brachypogon insulicola
- Brachypogon jaroslavi
- Brachypogon kokocinskii
- Brachypogon kraussi
- Brachypogon kremeri
- Brachypogon krugeri
- Brachypogon krzeminskii
- Brachypogon latifemoris
- Brachypogon libanius
- Brachypogon limushanensis
- Brachypogon lorica
- Brachypogon lunatus
- Brachypogon maai
- Brachypogon mapuche
- Brachypogon medusae
- Brachypogon mireillae
- Brachypogon misionensis
- Brachypogon monicae
- Brachypogon nicolaii
- Brachypogon nipponensis
- Brachypogon norvegica
- Brachypogon norvegicus
- Brachypogon novaguineae
- Brachypogon optimus
- Brachypogon pakistanicus
- Brachypogon pallidipennis
- Brachypogon papuensis
- Brachypogon paraensis
- Brachypogon peregrinator
- Brachypogon petersi
- Brachypogon phymos
- Brachypogon pollices
- Brachypogon proprius
- Brachypogon pruinosus
- Brachypogon pseudocanadensis
- Brachypogon pseudoparaensis
- Brachypogon remmi
- Brachypogon riebi
- Brachypogon ringueleti
- Brachypogon schmitzi
- Brachypogon senegalensis
- Brachypogon sentiger
- Brachypogon serratus
- Brachypogon silecis
- Brachypogon sitius
- Brachypogon sociabilis
- Brachypogon spatuliformis
- Brachypogon spinosipes
- Brachypogon spinosissimus
- Brachypogon spinosus
- Brachypogon stigmalis
- Brachypogon stolida
- Brachypogon subiectus
- Brachypogon sudowicus
- Brachypogon surae
- Brachypogon szadziewskii
- Brachypogon tabernaculum
- Brachypogon telesfordi
- Brachypogon tokunagai
- Brachypogon ussuriensis
- Brachypogon wirthi
- Brachypogon wirthorum
- Brachypogon vitiosus
- Brachypogon woodruffi
- Brachypogon yarimii